# Стоимен Баничански
Стоимен Стоянов Мърваков, наречен Баничански, е български революционер, неврокопски селски войвода на Вътрешната македоно-одринска революционна организация.

## Биография
Стоимен Баничански е роден в неврокопското село Баничан, тогава в Османската империя. Присъединява се към ВМОРО и участва в Илинденско-Преображенското въстание. Ръководи собствена селска чета, с която загива в запалена къща от турски аскер на 26 май 1905 година в село Гърмен.